# Adriano Vignoli
Adriano Vignoli (Sasso Marconi, 11 dicembre 1907 – Casalecchio di Reno, 16 giugno 1996) è stato un ciclista su strada italiano. Professionista e indipendente tra il 1934 e il 1947, conta la vittoria di una tappa al Giro d'Italia 1934 e una al Tour de France dello stesso anno.

## Carriera
Attivo come professionista e indipendente, corse per diverse squadre di marca, tra cui la Maino, la Legnano, la Bianchi e la Lygie, distinguendosi come scalatore. Ottenne i migliori risultati nella stagione d'esordio, il 1934, vincendo la settima tappa da Napoli a Bari al Giro d'Italia (cui partecipò come isolato) e, in maglia azzurra, la sedicesima tappa da Ax-les-Thermes a Luchon del Tour de France.
Partecipò cinque volte al Giro d'Italia, ottenendo come migliori piazzamenti l'ottavo posto nel 1934 ed il decimo nel 1937, e due volte al Tour de France. Tra i piazzamenti di rilievo, il secondo posto al Giro dell'Emilia 1937 (dietro Cesare Del Cancia) ed i terzi posti al Giro di Toscana 1934, al Trofeo Moschini 1937 e al Giro del Veneto 1939.

## Palmarès
- 1931 (dilettanti)

Giro del Piave
- 1934

Coppa Leopoldo Bozzi
7ª tappa Giro d'Italia (Napoli > Bari)
16ª tappa Tour de France (Ax-les-Thermes > Luchon, con la Nazionale italiana)

## Piazzamenti

### Grandi Giri
- Giro d'Italia

1934: 8º
1937: 10º
1938: ritirato
1939: 28º
1940: 14º
- Tour de France

1934: 15º
1935: ritirato (7ª tappa)

### Classiche monumento
- Milano-Sanremo

1936: 5º
1938: 9º
1939: 9º
- Giro di Lombardia

1935: 19º
1937: 8º
1939: 11º